# Синкхол (кратер)
Синкхол (англ. Sinkhole) — небольшой марсианский ударный кратер, расположенный на плато Меридиана. Координаты кратера — 2°01′55″ ю. ш. 5°30′39″ з. д. / 2,0320556° ю. ш. 5,5109528° з. д.. Диаметр кратера составляет порядка 12 метров. Кратер находится в 1074 м южнее от кратера Эребус, в 625 м севернее кратера Бигль и в 1450 м от крупного кратера Виктория. Кратер попутно осмотрел марсоход «Оппортьюнити» 10-16 мая 2006 года (815-821 сол). В этот период времени ровер делал панорамные снимки кратера и близлежащей местности, использовал буровой инструмент (RAT) на горных обнажениях, результат работы которого был заснят при помощи микрокамеры, изучал геологический характер поверхности при помощи панорамной камеры, которая фотографирует с использованием различных светофильтров, а также успешно запечатлел марсианские облака. Кратер подвергается эрозионным процессам. Вокруг и внутри кратера разбросано множество горной породы, которая была выброшена при ударе, сформировавший этот кратер. Исследования кратера ограничились его визуальным осмотром (научной ценности не представлял).

Кратер Синкхол крупным планом, снятый с борта марсохода «Оппортьюнити» 13 мая 2006 года (818 сол).

Кратер Синкхол в цвете.

|                                           |                                                   | |                                                                            |
| Кратер Синкхол 10 мая 2006 года (815 сол) | Горная порода близ кратера Синкхол крупным планом | Результат истирания поверхности горной породы буровым инструментом (RAT) (тот же участок поверхности, что и на снимке слева) | Облака на марсианском небе над данным кратером, 12 мая 2006 года (817 сол) |